# 圣若瑟修道院 (赫雷斯-德拉弗龙特拉)

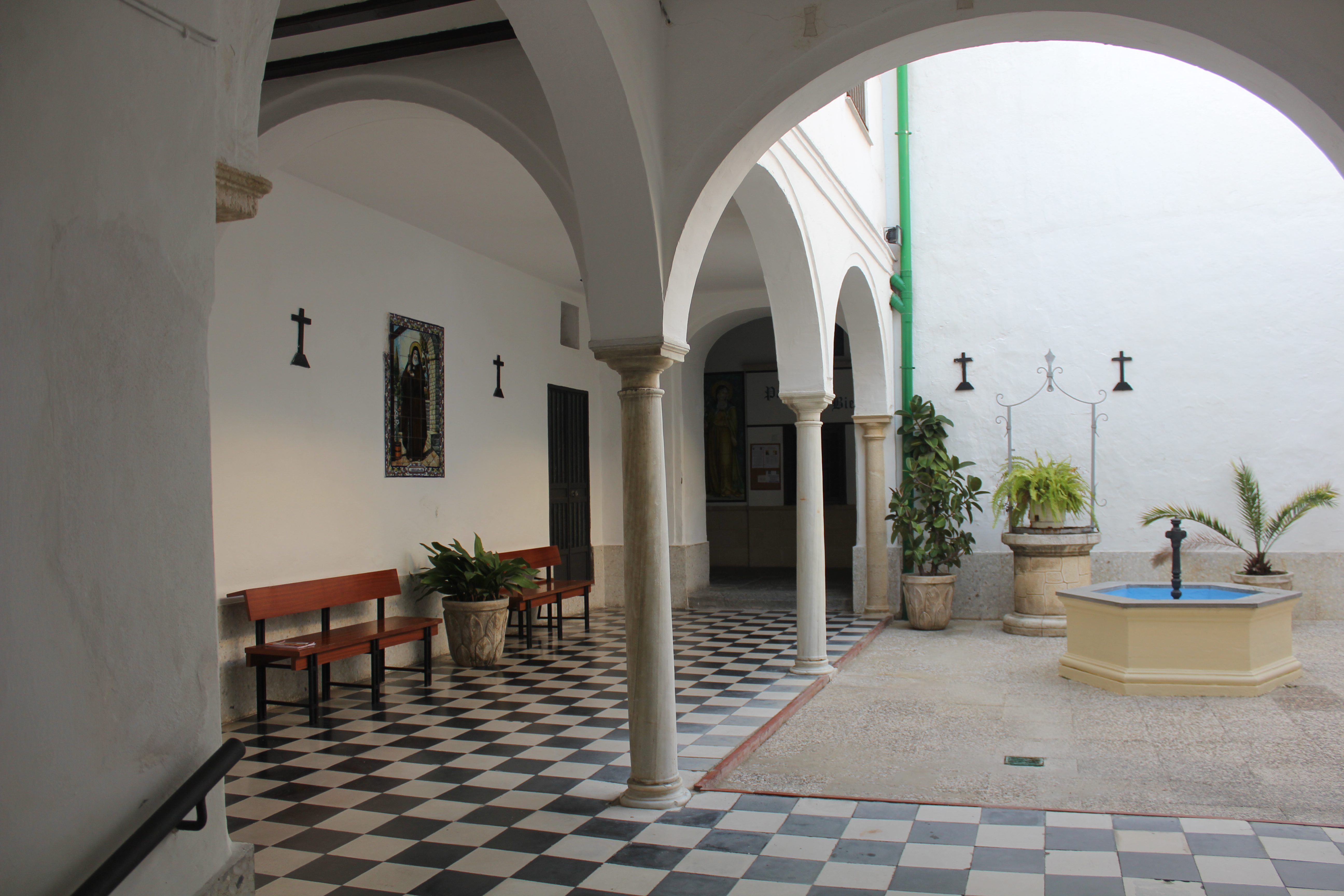

圣若瑟修道院（西班牙語：Convento de San José）是一座修道院，位于西班牙安达卢西亚自治区加的斯省赫雷斯-德拉弗龙特拉。该堂由方济各会的第二会贫穷修女会管理。建筑内部包括一个庭院和一座建于1628年的教堂。 在1970年代更改为单间修士宿舍。